# Innocentius (Märtyrer)

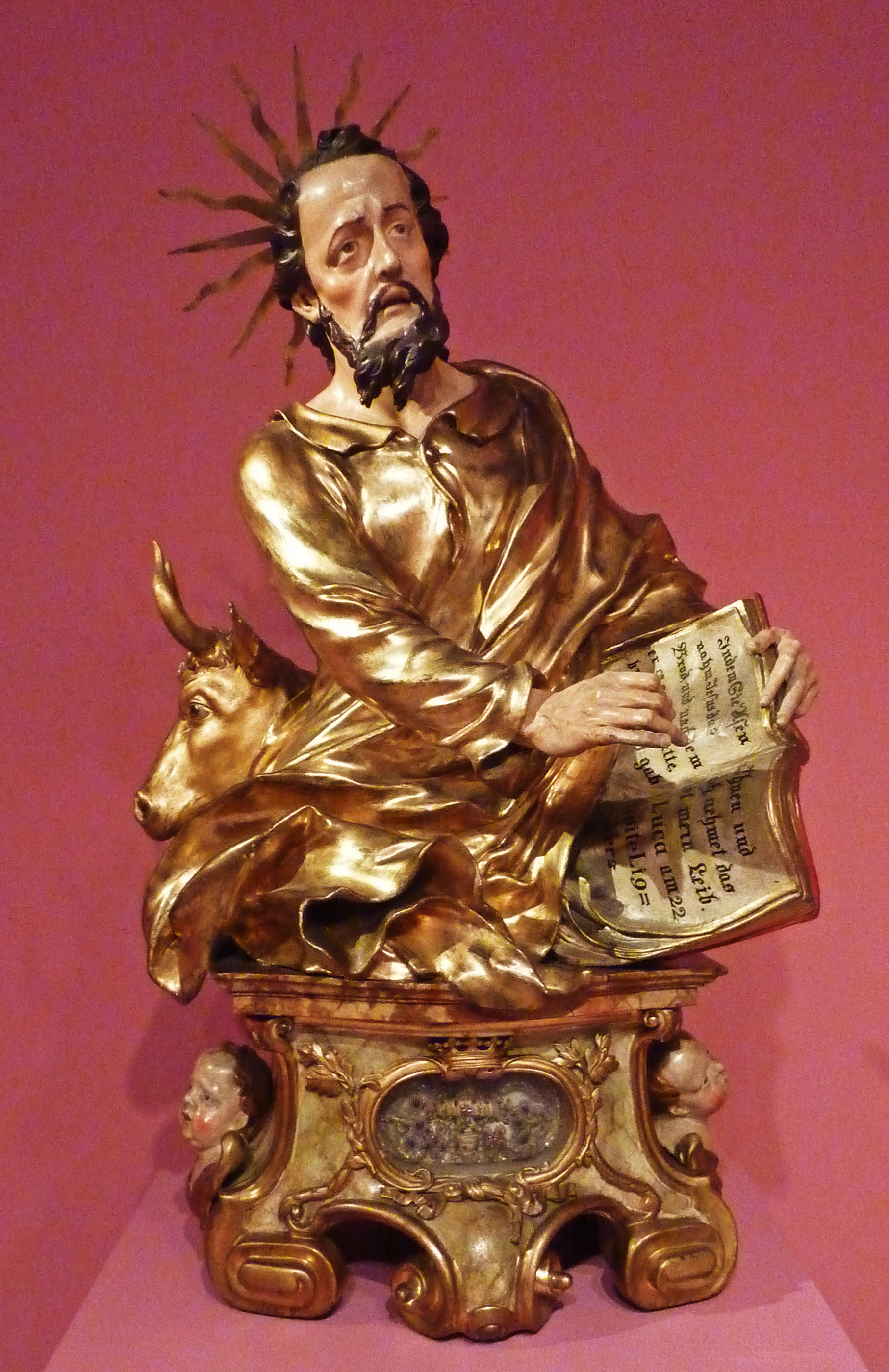
Reliquienschrein des hl. Innocentius, der den hl. Lukas darstellt im Augustinermuseum Freiburg.

Der hl. Innocentius († um 302 bei Agaunum, dem heutigen Saint-Maurice im Kanton Wallis, Schweiz) ist ein frühchristlicher Märtyrer. In der katholischen Kirche wird er als Heiliger verehrt. Der Gedenktag des hl. Mauritius und seiner Gefährten ist der 22. September.

## Martyrium und Reliquien

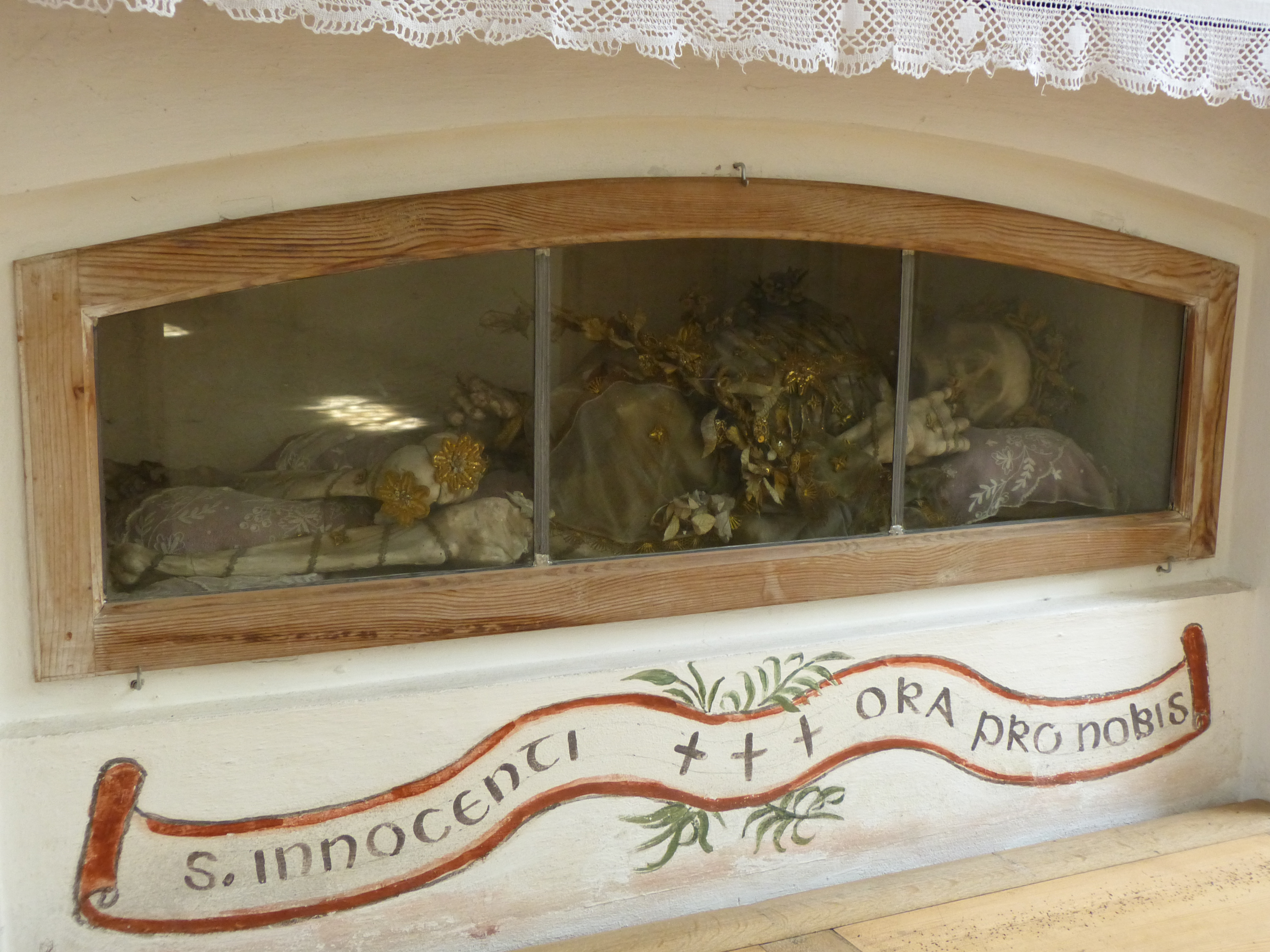
Reliquienschrein des hl. Innocentius in der Pfarrkirche St. Peter und Paul in Kirchheim in Schwaben

Innocentius war als Soldat mit seinem Anführer, dem hl. Mauritius und weiteren Gefährten Mitglied der Agaunischen Legion, einem Teil der legendären Thebaischen Legion. Wegen seines standhaften Glaubens wurde er enthauptet.
Die Reliquien des Märtyrers sind seit 1713 in einem Altar im südlichen Seitenschiff in der Schloss- und Pfarrkirche St. Peter und Paul in Kirchheim in Schwaben bestattet. Im Augustinermuseum in Freiburg befindet sich ein Schrein mit Reliquien des Heiligen.

## Darstellungen
Am Annoschrein (12. Jh. in Siegburg) wird er thronend im langen Rock, mit dem auf der Schulter geschlossenen Mantel, als Märtyrer gekrönt und mit Palme in den Händen, gezeigt. Später wurde er meist in zeitgenössischer Rüstung dargestellt, so auch im Magdeburger Dom (um 1230).